# Celleporaria trituberculata
Celleporaria trituberculata is een mosdiertjessoort uit de familie van de Lepraliellidae. De wetenschappelijke naam van de soort is voor het eerst geldig gepubliceerd in 1890 door Ortmann.